# Harmon Jones
Harmon Clifford Jones (Regina, Saskatchewan, Canadà, 3 de juny de 1911 - Los Angeles, Califòrnia, Estats Units, 10 de juliol de 1972) va ser un muntador, director de cinema i productor canadenc.
Instal·lat als Estats Units on porta tota la seva carrera, Harmon Jones debuta al cinema com muntador, contribuint així en vint-i-un films americans, de 1944 a 1950. Entre altres, ajuda els directors Henry Hathaway (quatre pel·lícules, entre les quals 13, Rue Madeleine el 1947), Elia Kazan (quatre pel·lícules entre les quals Gentleman's Agreement el 1947, que li val l'any següent una nominació per l'Oscar al millor muntatge) i Joseph L. Mankiewicz (House of Strangers el 1949).
Després, és director de quinze pel·lícules americanes (entre les quals westerns, de 1951 a 1966. Destacar la comèdia As Young as you feel (1951, el seu primer fil que va dirigir) i el pèplum Princess of the Nile (1954).
A la televisió, Harmon Jones és director de vint sèries, entre 1958 i 1969, entre les quals les sèries-westerns Rawhide (tretze episodis, 1959 -1965) i Death Valley Days (divuit episodis, 1963 -1968), o la sèrie policíaca Perry Mason (cinc episodis, 1963-1966).
Finalment, és productor associat d'una pel·lícula el 1951, Bird of Paradise de Delmer Daves.

## Filmografia[2]

### Muntador
Cinema
- 1944: Home in Indiana de Henry Hathaway
- 1944: Irish Eyes are smiling de Gregory Ratoff
- 1945: Nob Hill de Henry Hathaway
- 1945: The House on 92nd Street de Henry Hathaway
- 1946: Coronel Effingham's Raid d'Irving Pichel
- 1946: Anna i el rei de Siam (Anna and the King of Siam) de John Cromwell
- 1946: Shock d'Alfred L. Werker
- 1947: Boomerang ! d'Elia Kazan
- 1947: 13 Rue Madeleine de Henry Hathaway
- 1947: Gentleman's Agreement d'Elia Kazan
- 1948: El plor de la ciutat (Cry of the City) de Robert Siodmak
- 1948: Yellow Sky de William A. Wellman
- 1948: Sitting Pretty de Walter Lang
- 1948: Scudda Hoo! Scudda Hay! de F. Hugh Herbert
- 1949: Pinky de John Ford i Elia Kazan
- 1949: Mr. Belvedere goes to College d'Elliott Nugent
- 1949: House of Strangers de Joseph L. Mankiewicz
- 1950: Mother didn't tell Me de Claude Binyon
- 1950: Panic in the Streets d'Elia Kazan
- 1950: A Ticket to Tomahawk de Richard Sale
- 1950: Stella de Claude Binyon

### Director

#### Cinema
- 1951: As Young as you Feel
- 1952: The Pride of St. Louis
- 1952: Bloodhounds of Broadway
- 1953: The Silver Whip
- 1953: The Kid from Left Field
- 1953: City of Bad Men
- 1954: Gorilla at Large
- 1954: Princess of the Nile
- 1955: Target Zero
- 1956: A Day of Fury
- 1956: Canyon River
- 1958: The Beast of Budapest
- 1958: Bullwhip
- 1958: Wolf Larsen
- 1966: No t'hi amoïnis, ja pensarem en algun títol (Don't Worry, We'll Think of a Title)

#### Televisió (sèries)
- 1958: Jefferson Drum
  - Temporada 1, episodi 2 The Bounty Man, episodi 7 Madame Farro i episodi 8 Bandidos
- 1959: Bronco
  - Temporada 1, episodi 13 The Silent Witness
- 1959: Zorro
  - Temporada 2 de Zorro (sèrie) episodi 32 The Sergeant sees Red i episodi 37 The Fortune Teller
- 1959 -1965: Rawhide
  - Temporada 2, episodi 9 Incident of the Stalking Death (1959), episodi 10 Incident of the Valley in Shadow (1959), episodi 12 Incident at Spanish Rock (1959), episodi 15 Incident of the Devil and his Due (1960), episodi 16 Incident of the Wanted Painter (1960), episodi 21 Incident at Sulphur Creek (1960) i episodi 23 Incident of the Stranger (1960)
  - Temporada 3, episodi 18 Incident of the Running Iron (1961) i episodi 26 Incident of the Painted Lady (1961)
  - Temporada 4, episodi 22 Hostage Child (1962)
  - Temporada 7, episodi 18 Texas Fever (1965), episodi 20 The Violent Land (1965) i episodi 28 The Spanish Camp (1965)
- 1960: The Man from Blackhawk
  - Temporada única, episodi 24 Death by Northwest
- 1960 -1961: Two Faces West
  - Temporada única, episodi 1 Hot Water (1960), episodi 12 The Drought (1961) i episodi 16 The Prisoner (1961)
- 1961: The Islanders
  - Temporada única, episodi 19 The Strange Courtship of Danny Koo
- 1961: Tallahassee 2000
  - Temporada única, episodi 2 Man Bait, episodi 18 Meeting of the Mob, episodi 19 Bootleg Whiskey in the Everglades i episodi 20 The Fugitive
- 1962: The Virginian
  - Temporada 1, episodi 6 Big Day, Great Day
- 1963: Laramie
  - Temporada 4, episodi 13 Naked Steel
- 1963 -1966: Primera sèrie Perry Mason
  - Temporada 6, episodi 22 The Case of the Velvet Claws (1963) i episodi 24 The Case of the Elusive Element (1963)
  - Temporada 9, episodi 17 The Case of the Vanishing Victim (1966), episodi 23 The Case of the Tsarina's Tiara (1966) i episodi 25 The Case of the Unwelcome Well (1966)
- 1963 -1968: Death Valley Days
  - Temporada 12, episodi 9 Three Minuts to Eternity (1963), episodi 19 The Bigger they are (1964) i episodi 20 The Last Stagecoach Robbery (1964)
  - Temporada 13, episodi 1 Honor the Name Dennis Driscoll (1964), episodi 3 John and the Rainmaker, episodi 4 From the Earth, a Heritage (1964), episodi 7 The Left Hand is damned (1964), episodi 9 Tribute to the Dog (1964), episodi 15 The Trouble with Taxes (1965), episodi 21 The Wild West's Biggest Train (1965) i episodi 25 Kate Melville and the Law (1965)
  - Temporada 14, episodi 8 City is born (1965), episodi 11 Dry Water Sailors (1965) i episodi 13 The Red Shawl (1965)
  - Temporada 15, episodi 7 The Kid from Hell's Kitchen (1966)
  - Temporada 16, episodi 7 Spring Rendezvous (1967) i episodi 11 Prince of the Oyster Pirates (1968)
  - Temporada 17, episodi 8 Lady with a Past (1968)
- 1964: Ben Casey
  - Temporada 3, episodi 23 The Bark of a Three-Headed Hound i episodi 27 Keep Out of Reach of Adults
- 1966: Daniel Boone
  - Temporada 2, episodi 24 The Search
- 1966: The Legend of Jesse James
  - Temporada única, episodi 28 1863
- 1966: The Iron Horse
  - Temporada 1, episodi 9 No Wedding Bells for Tony
- 1966: The Monroes
  - Temporada 1, episodi 16 Pawnee Warrior
- 1967: Voyage to the Bottom of the Sea
  - Temporada 3, episodi 24 The Wax Men
- 1967 -1968: Tarzan
  - Temporada 1, episodi 20 A Pride of Assassins (1967) i episodi 28 The Circus (1967)
  - Temporada 2, episodi 1 Tiger, Tiger ! (1967), episodi 2 The Voice of the Elephant (1967), episodis 11-12 Mountains of the Moon, Parts I & II (1967), episodi 13 Jai's Amnesia (1967), episodi 15 The Convert (1968) i episodi 25 Trina (1968)
- 1969: Land of the Giants
  - Temporada 2, episodi 12 A Place called Earth

### Productor
Cinema
- 1951: Bird of Paradise de Delmer Daves

## Nominacions
- 1948: Oscar al millor muntatge per Le Mur invisible[3]